# Estación Senjō
La estación Senjō (千丈駅 Senjō-eki?) es una estación de la línea Yosan de la Japan Railways que se encuentra en la ciudad de Yawatahama de la prefectura de Ehime. El código de estación es el "U17".

## Estación de pasajeros
Cuenta con dos plataformas, entre las cuales se encuentran las vías. Cada plataforma cuenta con un andén (andenes 1 y 2).

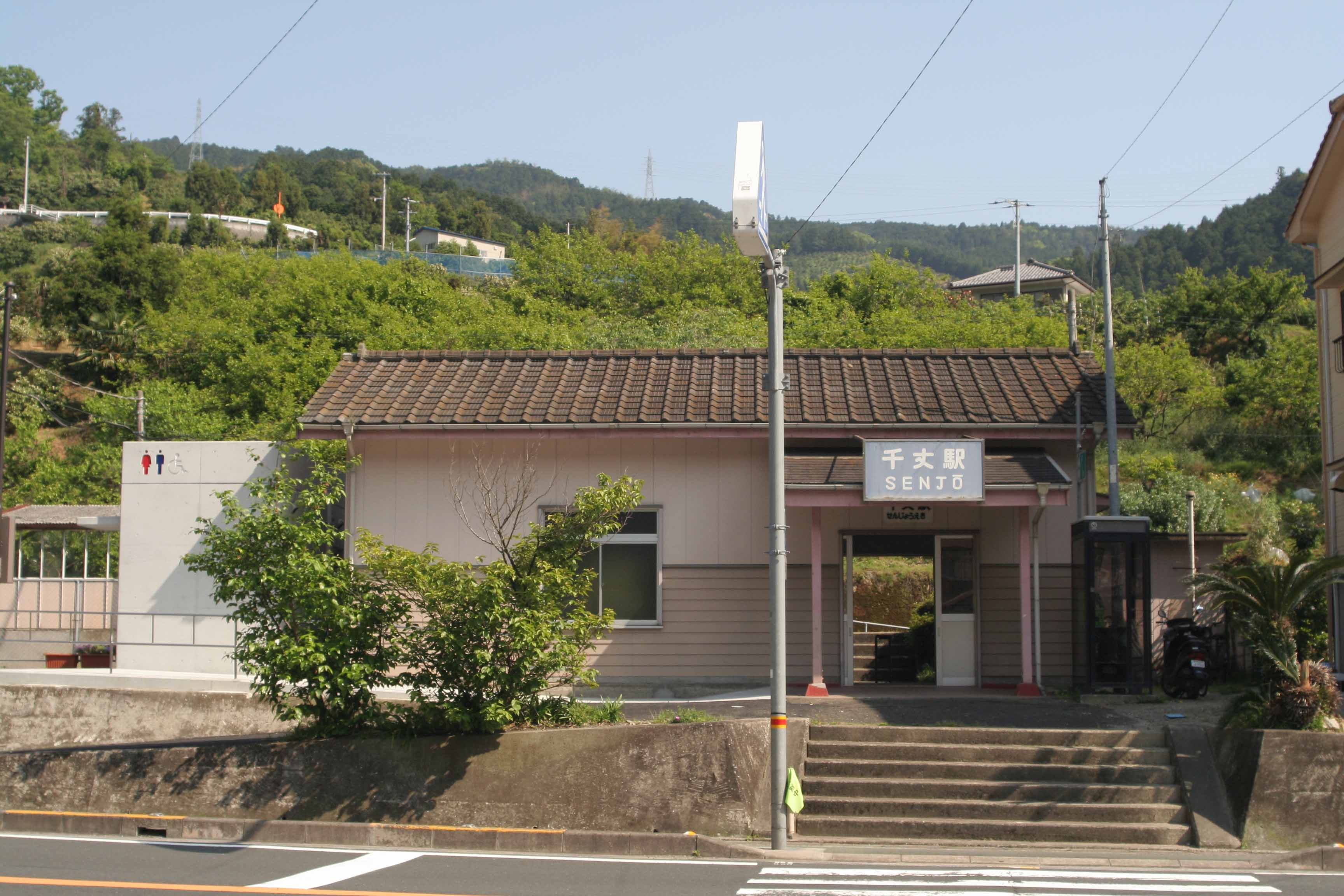
Edificio de la Estación Senjo (2007/05/03).

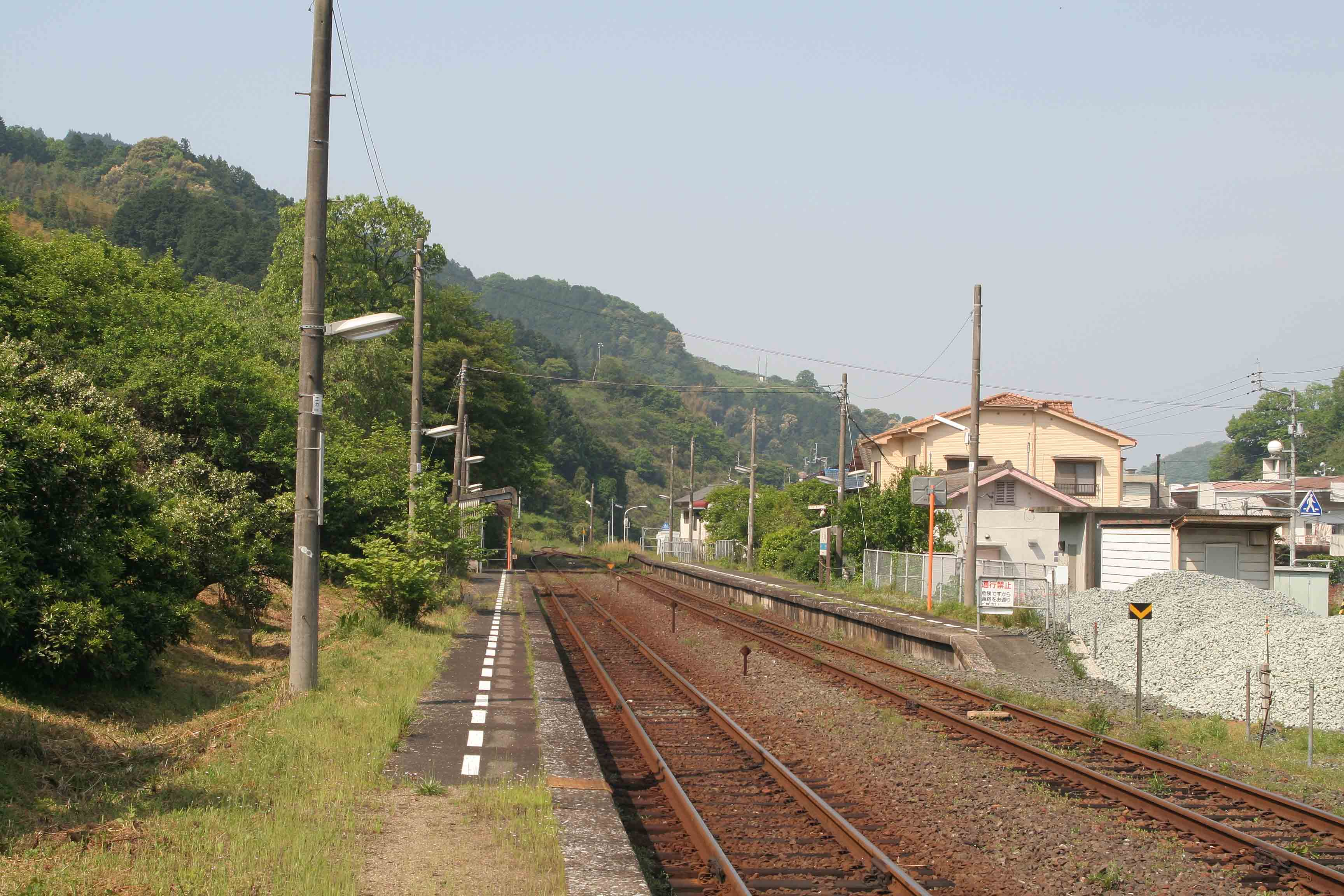
Aspecto del interior de la estación (2007/05/03).

### Andenes
| 1 | ● Línea Yosan | Hacia Yawatahama y Uwajima (los servicios rápidos no se detienen)                                        |
| 2 | ● Línea Yosan | Hacia Ōzu, Uchiko, Iyo, Matsuyama, Hōjō, Imabari, Nyūgawa y Saijō (los servicios rápidos no se detienen) |

## Historia
- 1939: el 2 de febrero se inaugura la estación.
- 1987: el 1° de abril pasa a ser una estación de la división Ferrocarriles de Pasajeros de Shikoku de la Japan Railways.

## Alrededores de la estación
- Ruta Nacional 197

## Estación anterior y posterior
- Línea Yosan 
  - Estación Iyohirano (U16)  <<  Estación Senjō (U17)  >>  Estación Yawatahama (U18)